# Segregazione (chimica)
La segregazione è il fenomeno chimico-fisico per cui, in una soluzione (AB) in fase di solidificazione, la componente con temperatura di fusione più alta (sia ad esempio A), solidifica con struttura nativa senza risentire della presenza della soluzione B.
A mano a mano che procede la solidificazione il processo conseguente di segregazione fa sì che il liquido che rimane si arricchisca del componente con più bassa temperatura di fusione (B), rifiutato nelle precedenti interfacce di solidificazione e in ultima battuta formerà un'altra struttura tutta sua caratteristica del materiale B.
La segregazione si manifesta sia a livello microscopico sia macroscopico.
Se ad esempio andiamo a osservare la formazioni di dendriti in soluzioni di leghe contenenti anche silicio (che solidifica a temperatura basse), le dendriti nell'accrescere andranno a "respingere" il silicio che si addenserà nella parte che si solidificherà per ultima; in questo contesto è avvenuta la microsegregazione.
La macrosegregazione è quella che invece nell'equilibrio, inesistente della solidificazione reale, produce da una soluzione liquida coerente una composizione metastabile di due fasi avvenuta la solidificazione.